# 神様の女房
『神様の女房』（かみさまのにょうぼう）は、髙橋誠之介が著したドキュメンタリー小説、並びにこれを基にしてNHKが制作したテレビドラマ。小説では『もう一人の創業者・松下むめの物語』（もうひとりのそうぎょうしゃ・まつしたむめのものがたり）という副題が付く。

## 概要
「経営の神様」と呼ばれたパナソニック創業者・松下幸之助の妻である松下むめのの視点から夫婦やパナソニックの歴史を紐解いていくという物語である。
著者・髙橋誠之介はパナソニックの前身・松下電器産業で幸之助に直に命じられて松下家執事となり夫妻の最期まで看取ったという経歴を持つ。小説の内容は多くが事実に基づいているが、一部にフィクションが含まれる。後述のテレビドラマでは、可能な限り小説の筋書きに近づけている。
ドラマ化にあたっては、NHKのドラマということで原作を刊行したダイヤモンド社以外は特別なタイアップを行っていないが、幸之助が興したパナソニックやPHP研究所では、ドラマの放送時期に幸之助関連の情報提供を充実させる、事実上のタイアップを実施した。なお、むめのの死後にその自著『難儀もまた楽し 松下幸之助とともに歩んだ私の人生』（ISBN 978-4-569-54470-0）という遺作が刊行されている。

## テレビドラマ
NHKの『土曜ドラマスペシャル』枠で2011年10月1日から15日まで放送された。
全3回。NHKにおいては、2010年に放送されたNHK連続テレビ小説「ゲゲゲの女房」が好評を博したため、同じ「女房もの」として期待された。

### スタッフ
- 原作 - 高橋誠之助
- 脚本 - ジェームス三木
- 音楽 - 住友紀人
- タイトル字・タイトル画 - 木田安彦
- 時代考証 - 天野隆子
- 所作指導 - 藤間蘭黄
- 監督 - 黛りんたろう
- 制作統括 - 真鍋斎、谷口卓敬
- 制作 - NHKエンタープライズ

### 出演
常盤貴子が主人公の松下むめの役。夫の松下幸之助役は筒井道隆が演じた。むめのの父、井植清太郎役を津川雅彦が、母のこまつ役を野際陽子が、幸之助の姉の亀山イワ役を秋野暢子が、その夫の亀山長之助役を石倉三郎がそれぞれ演じた。脇役をこれら実力派のベテラン俳優が演じたことによって、「ドラマ全体に安定感」が生まれたと評価された。
むめのの弟で、のちに三洋電機を創業することとなる井植歳男役には、EXILEの松本利夫があてられた。
第3話において登場した、むめのと幸之助の間の娘の松下幸子役には、新人の中西美帆が抜擢された。また、第3話には、渡辺大も出演した。

### 放送日程
| 各回  | 放送日         | サブタイトル | 視聴率 |
| ----- | -------------- | ------------ | ------ |
| 第1回 | 2011年10月1日  | 運命の夫婦   | 10.5%  |
| 第2回 | 2011年10月8日  | 二人三脚     | 9.6%   |
| 第3回 | 2011年10月15日 | 奇跡の復活   | 9.8%   |